# Lift (læssebagsmæk)
 For alternative betydninger, se Lift. (Se også artikler, som begynder med Lift)
En lift (også kaldet læssebagsmæk) bruges til at løfte gods fra jorden op i højde med ladet på en lastbil eller varevogn eller gulvet i en minibus til bevægelseshæmmede. Typisk løfter de mellem 750 og 2000 kg.
Liften består af en ramme på køretøjet, hvori man ofte indbygger motordelen. Herpå sidder et antal hydrauliske stempler der påvirker liftpladen. De fleste lifte har i hver side et løftestempel og et vippestempel. Stemplerne er monteret således, at hældningen på pladen er den samme i alle højder, så længe man kun kører op og ned. Liftpladen fungerer oftest helt eller delvist som bagsmæk på bilen. Deraf navnet læssebagsmæk.
Mange lifte har blot ovennævnte udstyr og bruges typisk til distributions- eller handicapkørsel. Andre er opbygget eksempelvis med indbygget vægt, så man kan se hvor mange kilo man læsser af eller på, og andre igen er udstyret med rammer i højden til eksempelvis dyretransport.

## Eksempler på producenter
- Dhollandia
- Hiab
- HMF Højbjerg MaskinFabrik
- Sörensen
- U-lift Backaryd, Sverige
- Zepro